# 9617 Grahamchapman
9617 Grahamchapman är en asteroid i huvudbältet som upptäcktes den 17 mars 1993 i samband med projektet UESAC. Den fick den preliminära beteckningen 1993 FA5 och  namngavs senare efter Graham Chapman, en av medlemmarna i Monty Python.
Grahamchapmans senaste periheliepassage skedde den 27 april 2022. Dess rotationstid är beräknad till 2,29 timmar.

## Namngivningen
Grahamchapman är den första i en serie av sex asteroider som namngetts efter medlemmarna i Monty Python. Här är den fullständiga listan:
- 9617 Grahamchapman
- 9618 Johncleese
- 9619 Terrygilliam
- 9620 Ericidle
- 9621 Michaelpalin
- 9622 Terryjones
- 13681 Monty Python